# 福島わさな
福島 わさな（ふくしま わさな、1996年1月7日 - ）は、日本の女子ラグビーユニオン選手。

## プロフィール
- 大阪府出身。
- ポジションはスタンドオフ(SO)。
- 身長 163cm、体重 60kg
- 7人制女子日本代表に選ばれたことがある[1]。

## 略歴
5歳からラグビーを始めた。
2014年、石見智翠館高校卒業後、追手門学院大学に入る。
2017年、女子ラグビーワールドカップ2017の女子日本代表に選ばれた。
2018年、追手門学院大学卒業後、凸版印刷に入社。